# SN 2002ih
SN 2002ih – supernowa typu Ia odkryta 29 października 2002 roku w galaktyce A015704-0038. W momencie odkrycia miała maksymalną jasność 21,50m.